# Cristina (IACC)
Cristina (SWE-38) var en svensk IACC-båt som användes som träningsbåt inför America's Cup 2003 för Victory Challenge-syndikatet. Cristina byggdes av Team New Zealand 1994 som Black Magic II (NZL-38). Under utmanarserien vann NZL-38 alla matcher men byttes dock ut mot den andra Black Magic-båten (NZL-32) i finalen i Americas Cup 1995.
Båten köptes 2000 av Victory Challenge-syndikatet när det startade upp sin verksamhet med Jan Stenbeck sponsor, och döptes efter Stenbecks dotter Cristina Stenbeck. Cristina anlände till Göteborg strax före midsommar 2000. Senare under 2000 flyttades båten till medelhavshamnen Sète, Frankrike. I oktober 2001 transporterades båten från Sète till Auckland, Nya Zeeland och 8 augusti 2002 flyttades båten bort från Victory Challenges bas i Auckland, för att lämna plats för den nybyggda Orm, och användes därefter inte mer i America's Cup-sammanhang.
2004 såldes båten av Victory Challenge till företaget Saileurope som konverterade henne till charterbåtsverksamhet i Spanien.